# Lepturges scriptus
Lepturges scriptus es una especie de escarabajo longicornio del género Lepturges, categorizada en la tribu Acanthocinini, de la subfamilia Lamiinae. Fue descrita por Gilmour en 1959.

## Descripción
Mide 5,2-6,8 mm de longitud.

## Distribución
Se distribuye por Brasil y Paraguay.